# فرودگاه هاستینگز (سیرالئون)
فرودگاه هاستینگز (سیرالئون) (به انگلیسی: Hastings Airport) یک فرودگاه با کد یاتا HGS است که یک باند فرود آسفالت دارد و طول باند آن ۱۳۰۰ متر است. این فرودگاه در شهر فری‌تاون کشور سیرالئون قرار دارد .